# 旱塢

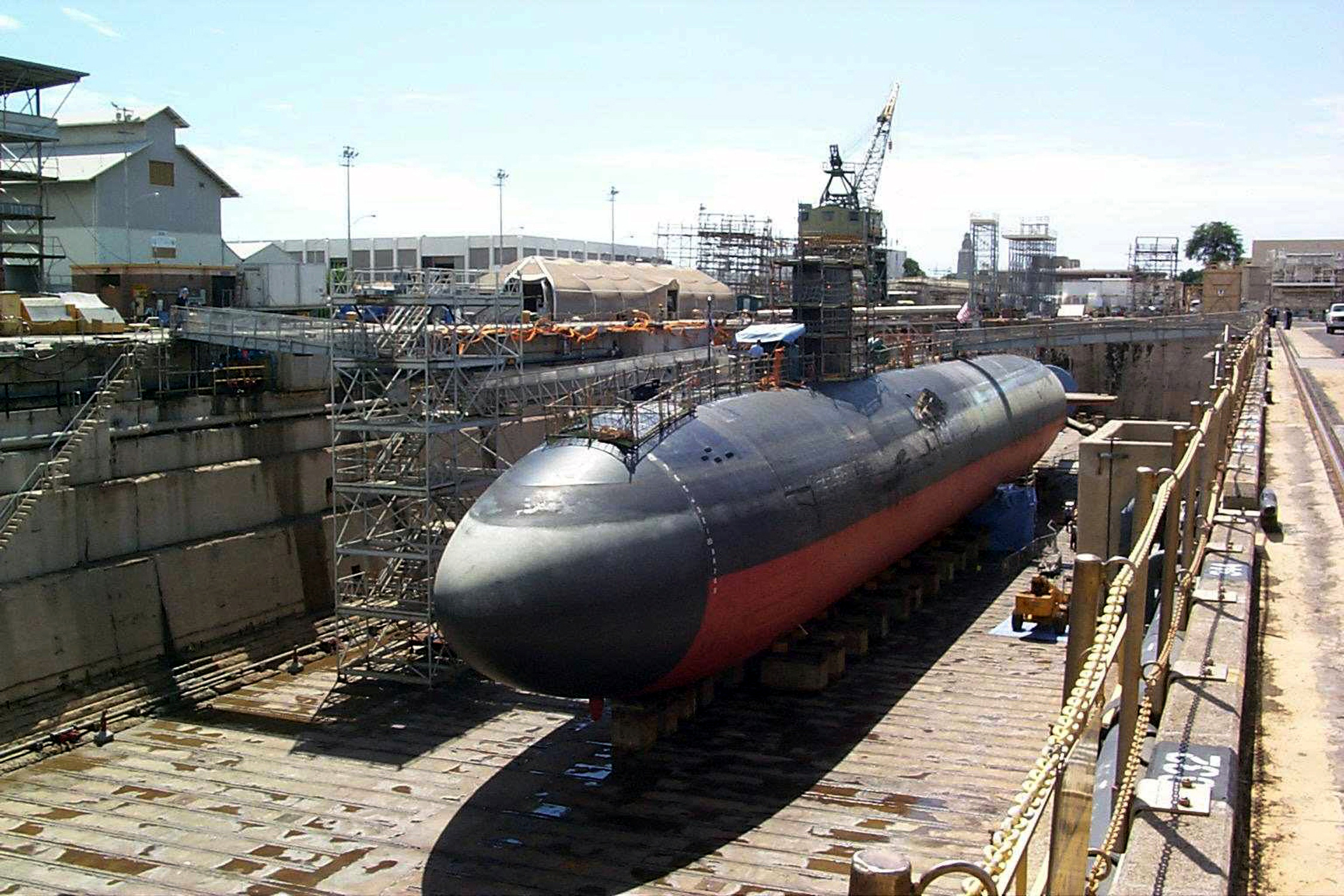
美國海軍洛杉磯級攻擊型核潛艇格林維爾號（USS Greeneville，艦號為SSN-772）在旱塢裡

干船坞（或称乾塢）指在岸边以人工建设的船坞，作为建造、改装和修理船舶的地方。可以分为干旱船坞（岸上）或浮水船坞等不同类别。
乾船坞的历史可以追溯到公元10世纪的北宋。据沈括记载：「国初，两浙献龙船，长二十余丈，上为官室层楼，设御榻以备游幸。岁久腹败，欲修治，而水中不可施工。熙宁中，宦官黄怀信献计，于金明池北凿大澳，可容龙船，其下置柱，以大木梁其上。乃决水入澳，引船当梁上，即车出澳中水，船乃笐于空中。完补讫，复以水浮船，撤去梁柱。以大屋蒙之，遂为藏船之室，永无暴露之患。」傳為北宋畫家張擇端創作的《金明池爭標圖》 有繪其外貌。